# Gladys George
Gladys George (Patten, 13 de setembro de 1904 - Los Angeles, 8 de dezembro de 1954) foi uma atriz norte-americana. 
Filha de atores ingleses, nasceu nos EUA durante uma turnê dos pais. Iniciou sua carreira na Broadway, no cinema surge em 1919 no filme Red Hot Dollars.
É mais conhecida por seus papéis nos filmes Marie Antoinette (1938), The Roaring Twenties, The Maltese Falcon, The Best Years of Our Lives, Flamingo Road. Foi indicada ao Oscar de melhor atriz de 1936 por seu desempenho em Valiant Is the Word for Carrie. 